# ツジェン
ツジェン(Thujene)は、天然に存在するモノテルペンである。様々な植物の精油に含まれ、サボリー等のハーブに辛味を与えている。
通常、ツジェンというとα-ツジェンを表すが、二重結合異性体のβ-ツジェンも存在する。また別の二重結合異性体は、サビネンと呼ばれる。